# Station Darwen
Darwen is een spoorwegstation van National Rail in Darwen, Blackburn with Darwen in Engeland. Het station is eigendom van Network Rail en wordt beheerd door Northern Rail. 